# Islam en Brasil

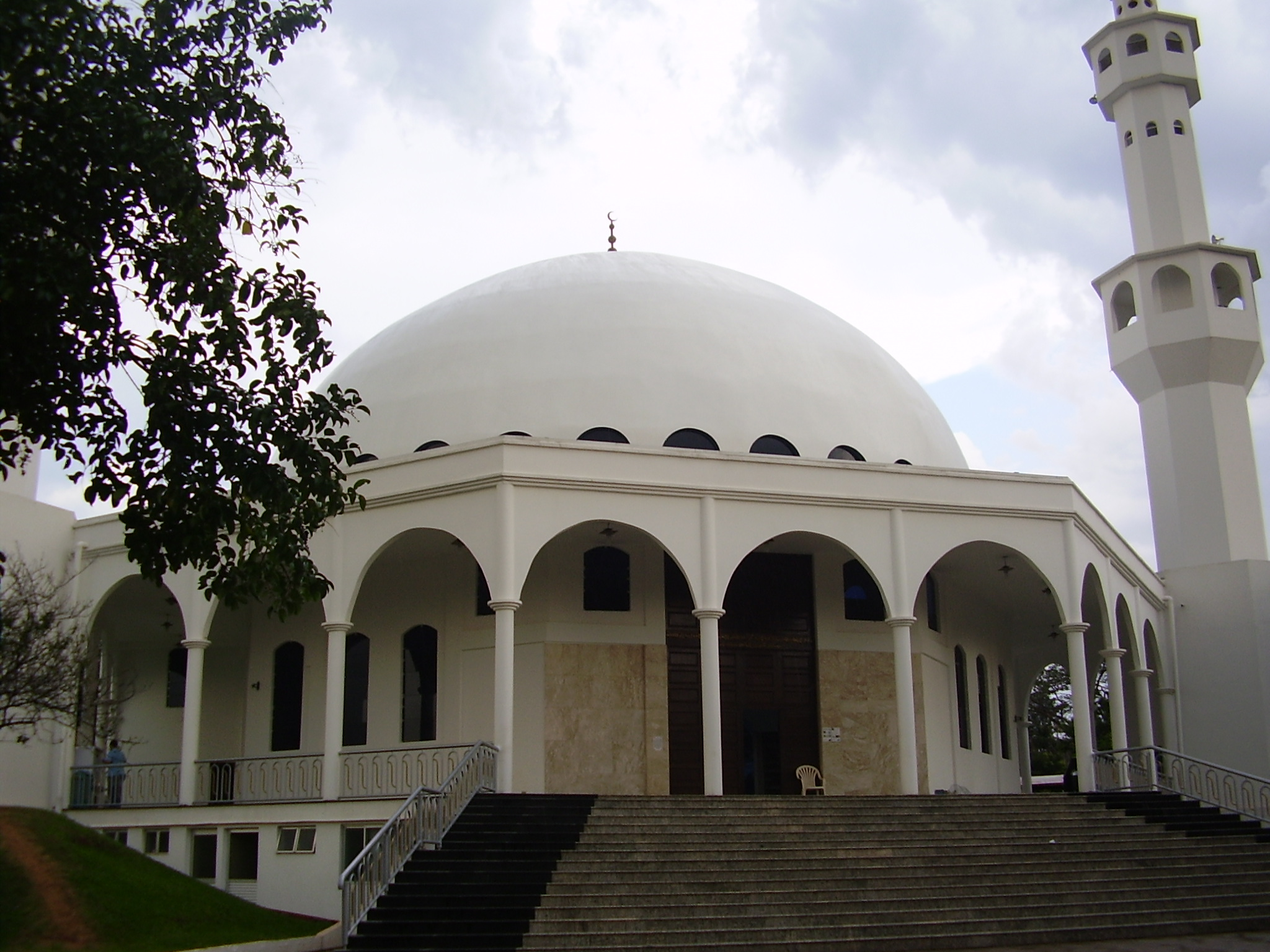
Mesquita en Foz do Iguaçu.

El Islam en Brasil fue primeramente practicado por esclavos africanos. Los primeros musulmanes brasileños lideraron la más grande rebelión de esclavos en Brasil, que entonces tenía la mayor cifra de esclavos en el mundo. La siguiente migración significativa de musulmanes fue por los árabes-brasileños de Siria y del Marruecos. El número de musulmanes en Brasil conforme al censo realizado en este país en el año 2020 era de 197,239.

## Historia

### Inmigración africana

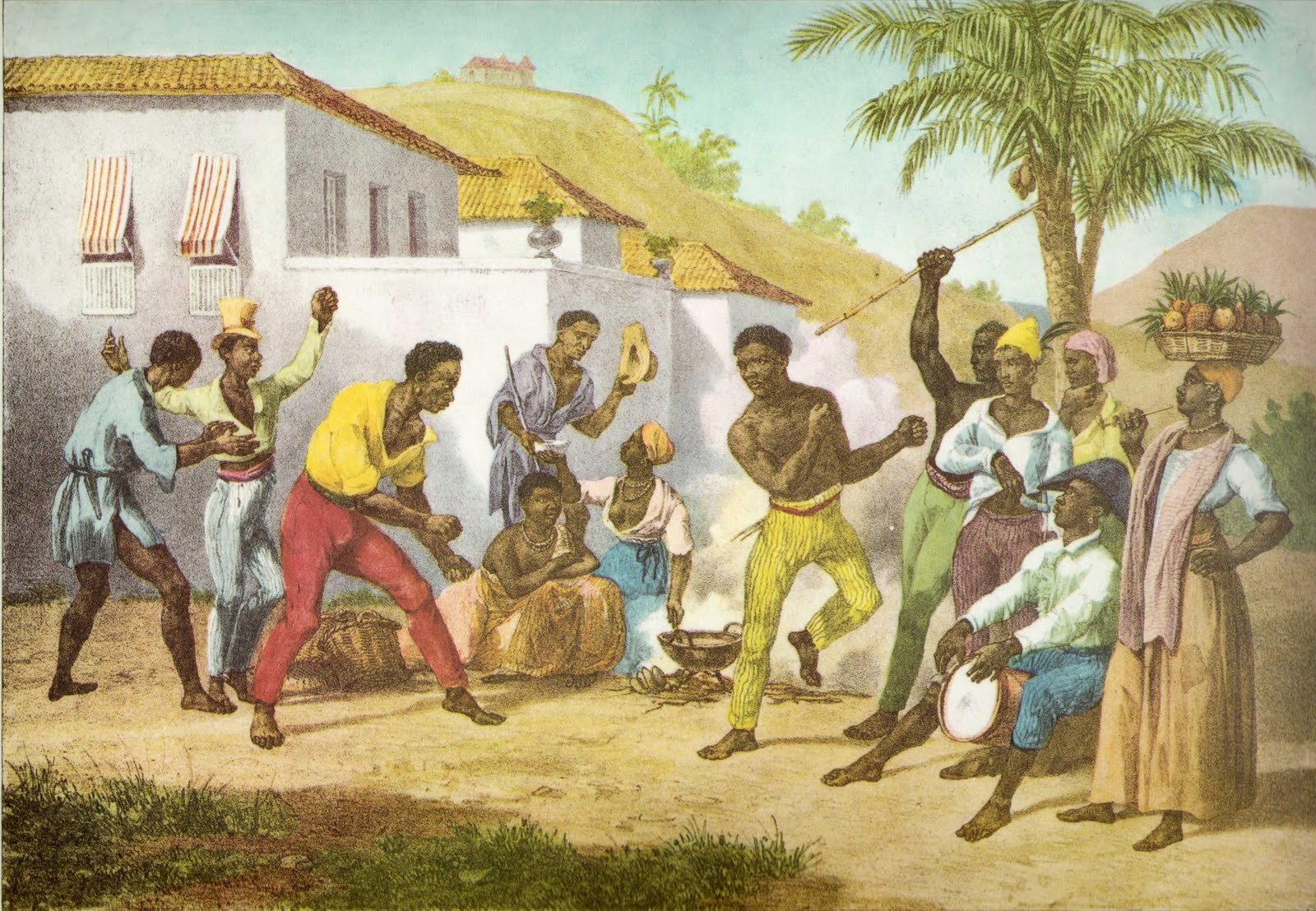
Capoeira o la danza de la guerra por Johann Moritz Rugendas, 1835

La historia de musulmanes en Brasil comienza con la importación de esclavos africanos al país. Brasil obtuvo el 37% de todos los esclavos africanos que se negociaban y más de 3 millones de esclavos fueron enviados a este país. Comenzando primero por 1550, los portugueses comenzaron a hacer negocios con esclavos africanos para que estos trabajaran en las plantaciones de azúcar una vez que los nativos de allí, los Tupí se deterioraron. Los estudiosos reclamaban el hecho de que Brasil obtenía más esclavos musulmanes que otros países en las Américas.

### Los Malê
Los musulmanes africanos eran conocidos en el siglo XIX en Bahía como Malês. Esta palabra es obtenida por el término imale de los Yorubas que significa El Islam o Muslim. Los comerciantes africanos musulmanes llamaban los esclavos malês del Bight of Benin, donde la mayoría fueron al Bahía.

### Revuelta de los Malê
En Bahía era una sucesión de revueltas por los musulmanes entre 1808 a 1835 que resultó en la sublevación de 1835. 300 quilombolas habían sido destruidos en el pueblo de Nazareth das Farinhas por el año 1809 y en el año 1810 los esclavos condujeron una revuelta de las plantaciones. También era una revuelta de los pescadores costeros en el año 1814 que resultó en las matanzas de muchos amos de los esclavos. Desde 1816 a 1835, cinco más revueltas ocurrieron, por lo menos. La sublevación musulmana de 1835 en Bahía ilustra la condición y resistencia entre la comunidad malê. La mayoría de los participantes eran Nago. Muchos de los "Malês" fueron soldados y cautivos en las guerras entre los Oyo, Ilorin y otras ciudades Yoribas en la parte temprana del siglo XIX. Otros participantes eran los Hausa y los Nupe, junto a los soldados Jeje o Dahomean quienes se convirtieron al islam para luchar en alianza con los musulmanes "
A partir de la noche del 24 de enero de 1835, y continuando la siguiente mañana, un grupo de esclavos africanos ocuparon las calles de Salvador de Bahía y por más de tres horas ellos se confrontaron a los soldados y a ciudadanos armados.
Aunque fue de corta duración, la revuelta fue la más larga de las revueltas de esclavos en Brasil y la más grande rebelión urbana de esclavos en América. Alrededor de 300 africanos tomaron parte de esta rebelión y las muertes estimadas van de 50 a 100, aunque los números exactos son desconocidos. Estos números se incrementarían aún más si se contaran a los que murieron en hospitales o prisiones. Muchos participantes fueron sentenciados a muerte, prisión, azotes o deportación. La fe en los amuletos y las oraciones a Dios eran la razón principal que ocurrieron estas muertes. Estos amuletos contenían pasajes del Corán y los malês creían en el poder que emitían. Los cuerpos recuperados llevaban estos amuletos por la protección de muerte y habían sido convencidos por los cabecillas que los ayudaron. La rebelión tuvo repercusiones a nivel nacional. Temiendo que el ejemplo sea seguido, los autoridades brasileras comenzaron a observar muy de cerca a los malês y en los subsecuentes años intensivos esfuerzos fueron hechos para forzar su conversión al catolicismo y borrar la memoria popular y el afecto hacia el islam. Sin embargo la comunidad musulmana-africana no fue demasiado borrada, en 1910 está estimado que aún había 100.000 musulmanes-africanos viviendo en Brasil.

### Inmigrantes musulmanes en Brasil
A raíz de la asimilación de la comunidad afrobrasileña musulmana el siguiente periodo del Islam en el país fue principalmente resultado de la inmigración musulmana de Oriente Medio y el Sudeste Asiático. Unos 11 millones de inmigrantes Sirios y Libaneses (la mayoría cristianos) viven en todo Brasil. La mayor parte de musulmanes se encuentra en São Paulo.
La arquitectura y la cocina también fueron marcadas por los árabes. Ni siquiera La comida rápida se escapó de la influencia arábica, la segunda mayor cadena de comida rápida es Habib's, que sirve comida árabe. La diversidad de las influencias se extiende hacia las empresas, tales como la industria textil (dominada por comerciantes sirio-libaneses).
El alcalde de Sao Paulo incluso posee un concejal musulmán, de nombre Mohammad Murad, quien es un abogado de profesión.
Un gran número de mezquitas rodean el área de São Paulo. La más vieja y popular de estas esta en la Av. Do Estado. Está establecida desde hace setenta años, la Mezquita añadió una Escuela Curánica, biblioteca, cocina y una sala de reuniones con varias funciones.

## Hoy en día

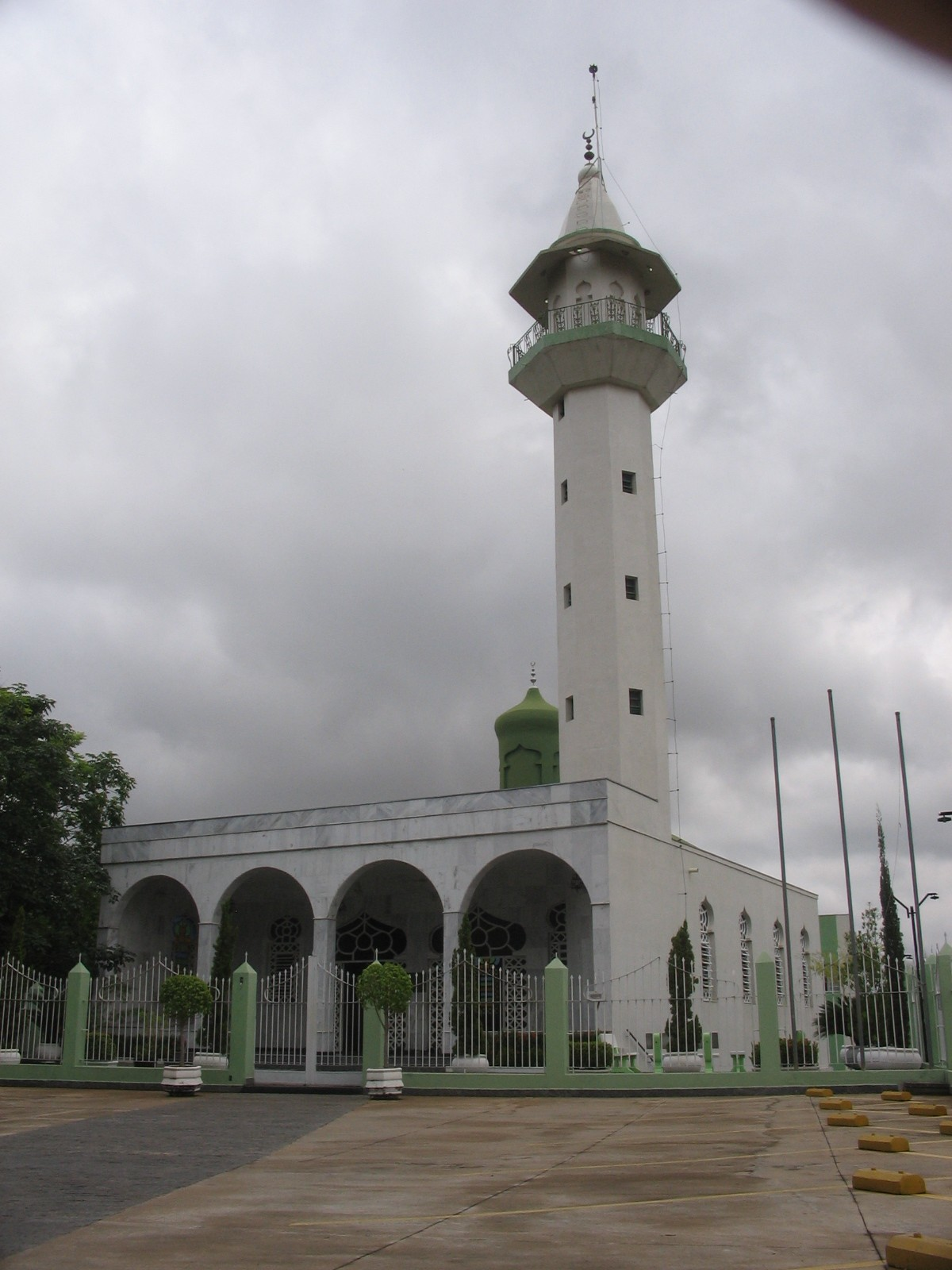
Mezquita en Cuiabá, Brasil.

### Población
De acuerdo a los censos en Brasil del año 2010 había 35.167 musulmanes viviendo en el país, principalmente concentrados en São Paulo y Paraná. Los líderes de la comunidad musulmana estimaron que había entre 2,500,000 y 5,000,000 musulmanes, con la cifra más baja que representa a aquellos que practicasen la religión, mientras que la estimación más alta podría incluir también a los miembros nominales. Hay significantes comunidades musulmanas en los suburbios industriales de São Paulo y en el puerto de la ciudad de Santos, así como en comunidades más pequeñas en Paraná en la región costera y en Curitiba y Foz do Iguaçu y el área tripartita de Argentina-Brasil-Paraguay. La comunidad es mayoritariamente Sunita, estos están casi completamente asimilados con la comunidad en general. Los recientes inmigrantes Shi'ite gravitan en torno a pequeñas comunidades aisladas en São Paulo, Curitiba, y Foz do Iguaçu. Allí hay 36 mezquitas, Centros de la religión islámica, y asociaciones islámicas, sin embargo la historia de la comunidad Ahmadiyya recién comienza en el tardío siglo XX, cuando se establecieron en Brasil en 1986.
Una tendencia reciente fue la múltiple conversión de personas no árabes a la religión islámica. Una fuente musulmana estimó que hay alrededor de 10,000 musulmanes convertidos viven en Brasil. Durante los últimos 30 años, el islam se ha convertido cada vez más notable en la sociedad brasileña no solo por la construcción de mezquitas, sino también por Bibliotecas, centros artísticos y escuelas. También fundo diarios.

### Infraestructura

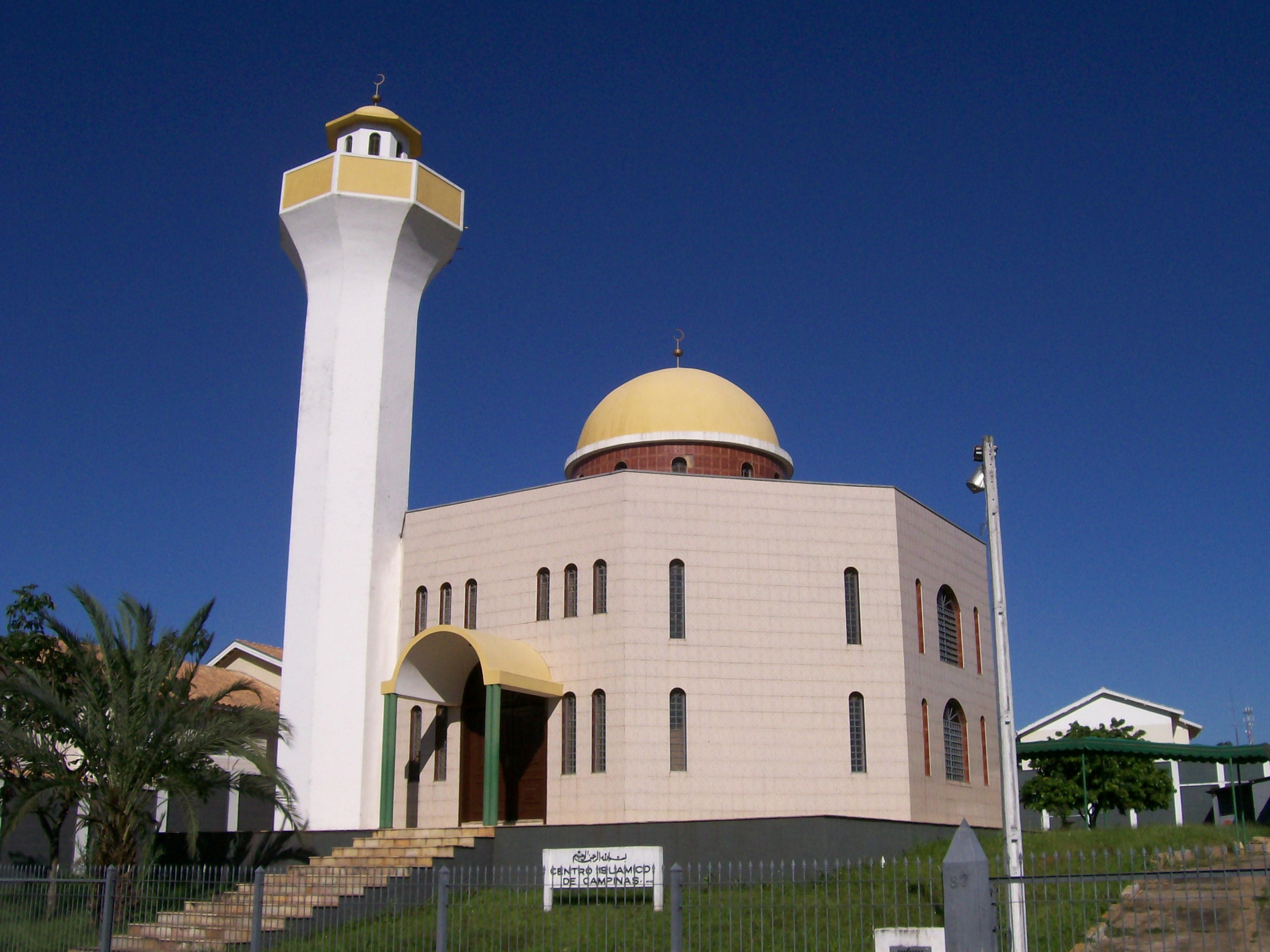
Centro Islámico de Campinas.

Como ha sido el caso en muchas de las mezquitas metropolitanas en Sudamérica la ayuda extranjera y el esfuerzo individual han desempeñado papeles importantes en la sostenibilidad de las mezquitas metropolitanas en São Paulo. Por ejemplo el Imam de la Avenida Do Estado Mezquita es del medio oeste y a veces los Imam son elegidos conjuntamente por los comités de gestión de las mezquitas y los gobiernos árabes que pagan los servicios del Imam. Ismael Hatia, un sudafricano que vino a Brasil en 1956, construyó una mezquita en Campinas años atrás. Hatia, quien también dirige una escuela de lenguas, consideró que aproximadamente 50 familias musulmanas en Campinas se encontraban en extrema necesidad de alguna organización comunitaria para ayudar a lograr la cohesión y dirección a los musulmanes. Las mezquitas de Campinas ahora realizan oraciones en los viernes de juma'at.